# CD Primeiro de Agosto
CD Primeiro de Agosto, meestal gespeld als 1º de Agosto, is een Angolese sportclub uit de hoofdstad Luanda. Het participeert zowel in het voetbal als in het basketbal. In het voetbal wordt op het hoogste niveau gevoetbald, terwijl de basketters op een iets lager niveau spelen. De club werd al 13 keer landskampioen.

## Palmares
Landskampioen
Winnaars (13) : 1979, 1980, 1981, 1991, 1993, 1996, 1998, 1999, 2006, 2016, 2017, 2018, 2019
Beker van Angola
Winnaars (5) : 1984, 1990, 1991, 2006, 2009
Angolese Supercup
Winnaars (6) : 1991, 1992, 1997, 1998, 1999, 2000

### CAFcompetities
- CAF Champions League: 6 deelnames

1997 - Groepsfase
1999 - Eerste ronde
2000 - 2de ronde
2007 - Voorrondes
2008 - Eerste ronde
2009 - 2de ronde
- Afrikaanse beker voor landskampioenen: 5 deelnames

1980 - Eerste ronde
1981 - Eerste ronde
1982 - Eerste ronde
1992 - 2de ronde
1993 - Eerste ronde
- CAF Confederation Cup: 3 deelnames

2009 - Kwartfinale
2010 - Play-off ronde
2011 - NNB
- CAF Cup: 2 deelnames

1993 - 2de ronde
2003 - Eerste ronde
- CAF Beker der Bekerwinnaars: 3 deelnames

1985 - Eerste ronde
1991 - Eerste ronde
1998 - Finalist

## Bekende (ex-)spelers
- Zola Matumona

1° de Agosto ·
1° de Maio ·
Atlético Sport Aviação ·
Benfica Luanda ·
CR Caála · 
CD Huíla · 
GD Interclube · 
Kabuscorp SC ·
Recreativo do Libolo ·
Atlético Petróleos Namibe ·
Onze Bravos ·
Petro Atlético ·
Porcelana FC ·
Progresso do Sambizanga ·
GD Sagrada Esperança ·
Santos FC